# شاهینک پیشانی‌سفید
شاهینک پیشانی‌سفید (نام علمی: Microhierax latifrons)، که همچنین به نام شاهین بورنئویی شناخته می‌شود، گونهای از پرندگان شکاری از خانواده شاهینان است. این گونه را پرنده‌شناس بریتانیایی ریچارد باودلر شارپ در سال ۱۸۷۹ توصیف کرد و بومی بورنئو است، جایی که در ساراواک، صباح و شمال شرقی کالیمانتان یافت می‌شود. یک شاهین بسیار کوچک، تنها ۱۴–۱۷ سانتیمتر (۵٫۵–۶٫۷ اینچ) است طول و وزن ۳۵–۶۵ گرم (۱٫۲–۲٫۳ اونس) که کوچک‌ترین گونه شاهینک است. دارای روتنه مشکی مایل به آبی براق، پهلوها و بخش بیرونی ران مشکی و نقاب مشکی است. شکم و زیردم به رنگ زرد مایل به قهوه‌ای کم رنگ هستند، در حالی که گلو، گونه‌ها و سینه سفید هستند. این گونه را می‌توان با رنگ تارک و پیشانی که در نرها سفید و در ماده‌ها قهوه‌ای مایل به قرمز است، از دیگر شاهینک‌ها جدا کرد. هیچ زیرگونه‌ای ندارد.
شاهینک پیشانی‌سفید به تنهایی یا در گروه‌های چندفردی یافت می‌شود. دوره نسلی در گونه ۳٫۲ سال است.